# بيتي ألان
بيتي ألان (بالإنجليزية: Betty Allan)‏ هي إحصائية أسترالية، ولدت في 11 يوليو 1905 في St Kilda, Victoria ‏ في أستراليا، وتوفيت في 6 أغسطس 1952 في Acton, Australian Capital Territory ‏ في أستراليا بسبب نزف مخي.